# Lluís Armet
Lluís Armet i Coma (Barcelona, España, 14 de enero de 1945) es un economista y político socialista español. Fue consejero del Tribunal de Cuentas desde 2001 hasta 2018, llegando a ser presidente de la Sección de Fiscalización.

## Biografía
Licenciado en Ciencias Económicas por la Universidad de Barcelona, empezó su actividad política en 1961, dentro del movimiento sindicalista estudiantil, como responsable de la Federación Nacional de Estudiantes de Cataluña. En 1967 comenzó a trabajar en la empresa ENHER, donde fue jefe de estudios de mercado. En 1972 entró en el Servicio de Estudios de Banca Catalana y desarrolló la especialidad de política monetaria y financiera. 
El 1974 ingresó en Convergència Socialista de Catalunya. En 1978, tras la llegada de la democracia a España, participó en la constitución del Partido de los Socialistas de Cataluña (PSC), siendo miembro de su Comisión Ejecutiva Nacional desde la fundación hasta 2000. El 23 de febrero de 1979 fue nombrado Consejero de Política Territorial y Obras Públicas del gobierno provisional de la Generalidad de Cataluña que presidía Josep Tarradellas, tras la dimisión del también socialista Narcís Serra.
En 1980 formó parte de la lista del PSC en las primeras elecciones al Parlamento de Cataluña tras la recuperación de la democracia. Fue diputado en el Parlamento catalán durante seis legislaturas (1980, 1984, 1988, 1992, 1995, 1999) y portavoz del Grupo Socialista en el hemiciclo desde 1982.
Paralelamente a su tarea parlamentaria, en 1987 fue nombrado primer teniente de alcalde del Ayuntamiento de Barcelona, cargo que desempeñó hasta 1995. Durante este tiempo ocupó varios cargos en organismos empresas de participación municipal como la presidencia del Instituto de Parques y Jardines, la vicepresidencia de HOLSA (Hólding Olímpico SA) y la presidencia de CLABSA (Clavagueram de Barcelona, SA).
En diciembre de 1995, tras abandonar la política municipal, ingresó en el Senado de España, donde fue portavoz de la Comisión General para las Comunidades Autónomas. En 1996 fue nombrado presidente de la Asociación de las Naciones Unidas para España, cargo que ocupó hasta 1999.
En noviembre de 2001 dejó su puesto como senador para ingresar en el Tribunal de Cuentas como consejero. En 2007 fue nombrado presidente de la Sección de Fiscalización de este órgano.